# Sparganothina spinulosa
Espèce
Sparganothina spinulosa est une espèce de papillons de nuit de la famille des Tortricidae.

## Répartition et habitat
Sparganothina spinulosa est décrite du Sinaloa, au Mexique.

## Taxinomie
L'espèce Sparganothina spinulosa est décrite par Bernard Landry en 2001.